# Széchenyi-kastély (Marcali)
A Marcaliban található, műemléki védelem alatt álló Széchenyi-kastély egy 18. századi barokk kastély helyén épült 1912-ben, eklektikus stílusban. A kastély ma kórházként működik, 1944 óta. A neobarokk stílusú, 85 szobás épületbe 1913-ban költözött be a környék gazdag földbirtokosa, gróf Széchenyi Andor Pál.
A körülötte elterülő gondozott parkban számos öreg fa áll, van köztük tölgy, vérbükk, platán, selyemfenyő és fekete dió is. A parkban két mellszobrot is felállítottak: Széchenyi Istvánét és Tóth Ágoston honvédezredesét.

## Képek

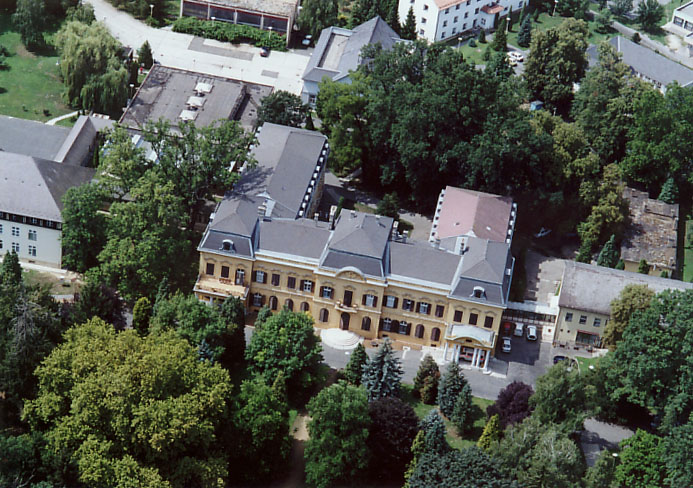
Légi felvétel
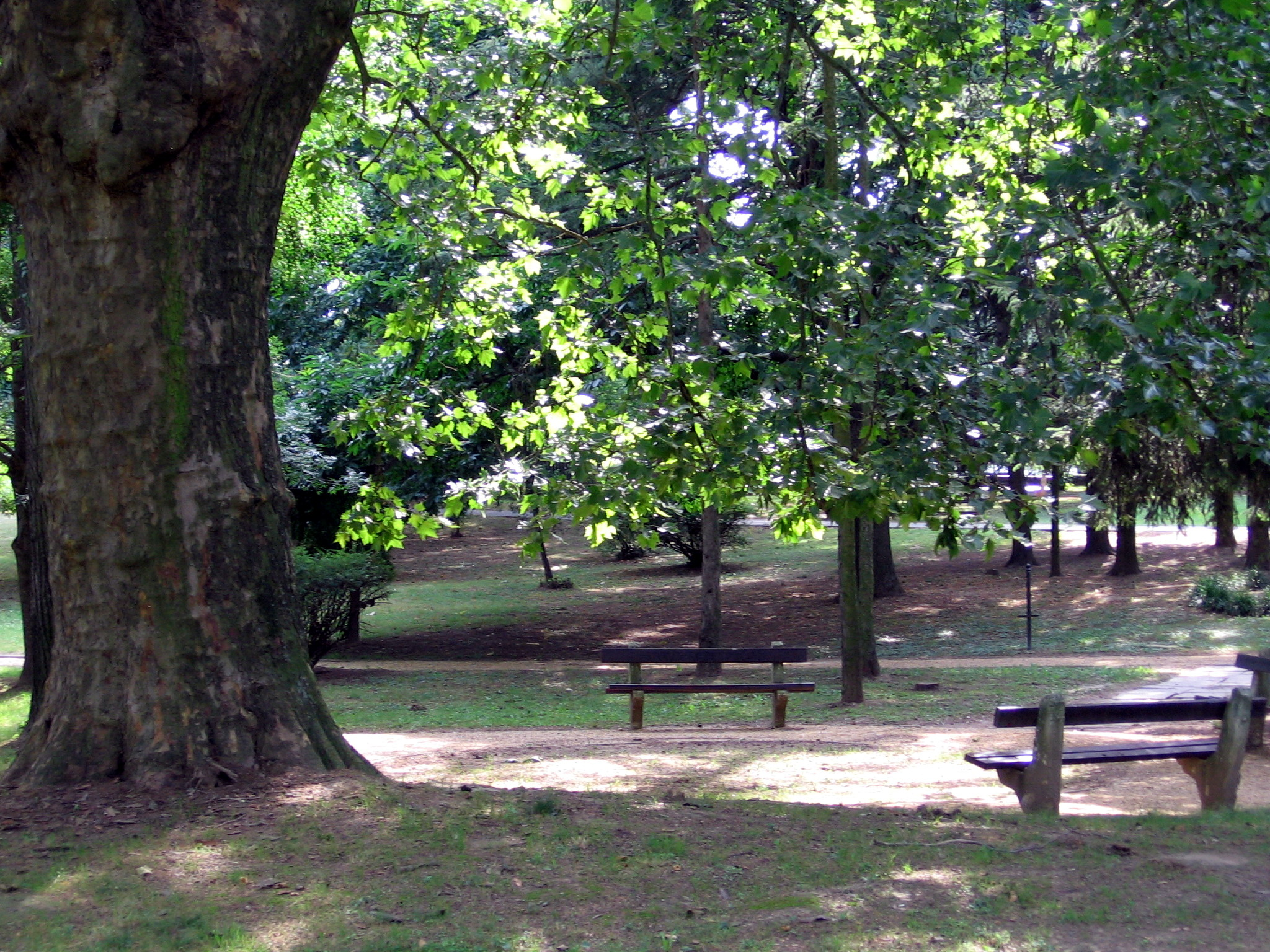
Részlet a kastélyparkból